# Plectranthus maranguensis
Plectranthus maranguensis là một loài thực vật có hoa trong họ Hoa môi. Loài này được (Gürke) ined. miêu tả khoa học đầu tiên.